# Estadio Revolución Mexicana
Estadio Revolución Mexicana ist ein Fußballstadion in Pachuca de Soto, der Hauptstadt des mexikanischen Bundesstaates Hidalgo. Es befindet sich am Viaducto Río de las Avenidas (an der Ecke zur Calle Jaime Nunó) in der Colonia Periodistas.

## Geschichte
Das Stadion wurde am 14. Dezember 1958 durch den damaligen Gouverneur des Bundesstaates Hidalgo, Alfonso Corona del Rosal, eröffnet und diente dem CF Pachuca, dessen Mannschaft zuvor im Campo de Juego Margarito Ramírez spielte, für die nächsten knapp 35 Jahre als Heimspielstätte in der ersten und zweiten mexikanischen Liga.
Ihren größten Erfolg in diesem Stadion feierten die Fußballer des CF Pachuca mit dem Meistertitel der zweiten Liga in der Saison 1966/67. Dieser berechtigte zum Aufstieg in die erste Liga, wo die Tuzos ihre Heimspiele in diesem Stadion von 1967 bis 1973 und später noch einmal in der Saison 1992/93 bestritten.
Das letzte Erstligaspiel im Estadio Revolución bestritt Pachuca am 31. Januar 1993 gegen Necaxa. Das letzte Erstligator in diesem Stadion erzielte Apolinar Cortés für die Tuzos zum 3:4-Anschlusstreffer in der 82. Minute.
Im Februar 1993 erfolgte der Umzug der ersten Mannschaft ins neu errichtete und wesentlich größere Estadio Hidalgo, während das Estadio Revolución weiterhin als Heimspielstätte seiner Reserveteams in der dritten und vierten Liga sowie als Trainingsgelände seiner Jugendmannschaften diente.
2008 wurde das Stadion vorübergehend geschlossen, um einige Modernisierungen zu tätigen. Diese beinhalteten unter anderem die Errichtung einer Laufbahn mit vier Bahnen und die Überdachung der Tribünen. Die Wiedereröffnung erfolgte am 27. März 2011 im Beisein des Gouverneurs Miguel Ángel Osorio Chong.